# Uraniumverrijkingsinstallatie van Fordo

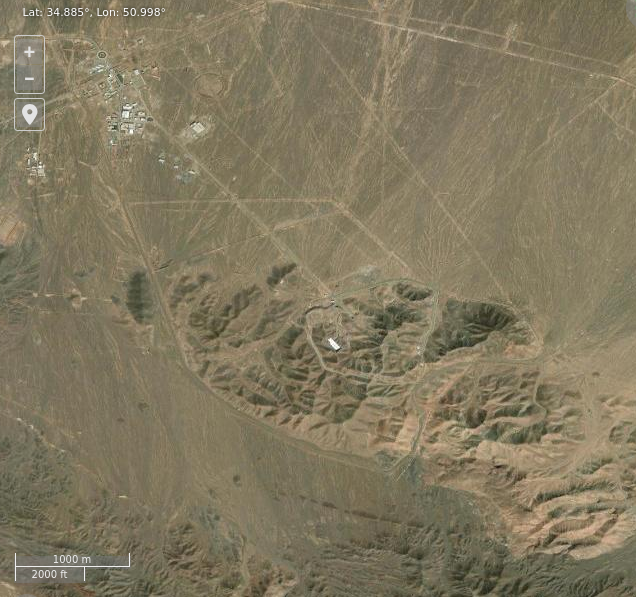
Satellietfoto van de uraniumverrijkingsinstallatie van Fordo

De uraniumverrijkingsinstallatie van Fordo (ook gespeld als Fordow, Perzisch:هسته‌ای فردو), officieel de Shahid Ali Mohammadi Nucleaire Installatie (Perzisch:  تأسیسات هسته‌ای شهید علی‌محمدی), is een ondergrondse uraniumverrijkingsfabriek op 30 kilometer ten noorden van de Iraanse stad Qom, op een voormalige basis van de Islamitische Revolutionaire Garde. De site maakt deel uit van het nucleair programma van Iran en wordt beheerd door de organisatie voor nucleaire energie van Iran. Het is de tweede Iraanse uraniumverrijkingsfaciliteit, de andere is de uraniumverrijkingsfabriek van Natanz.

## Geschiedenis
In september 2009 werd bekendgemaakt dat Iran de op een na grootste uraniumverrijkingsfabriek had gebouwd, met 3000 gas-ultracentrifuges 100 m diep onder een berg.

### Oorlog tussen Iran, Israël en de Verenigde Staten

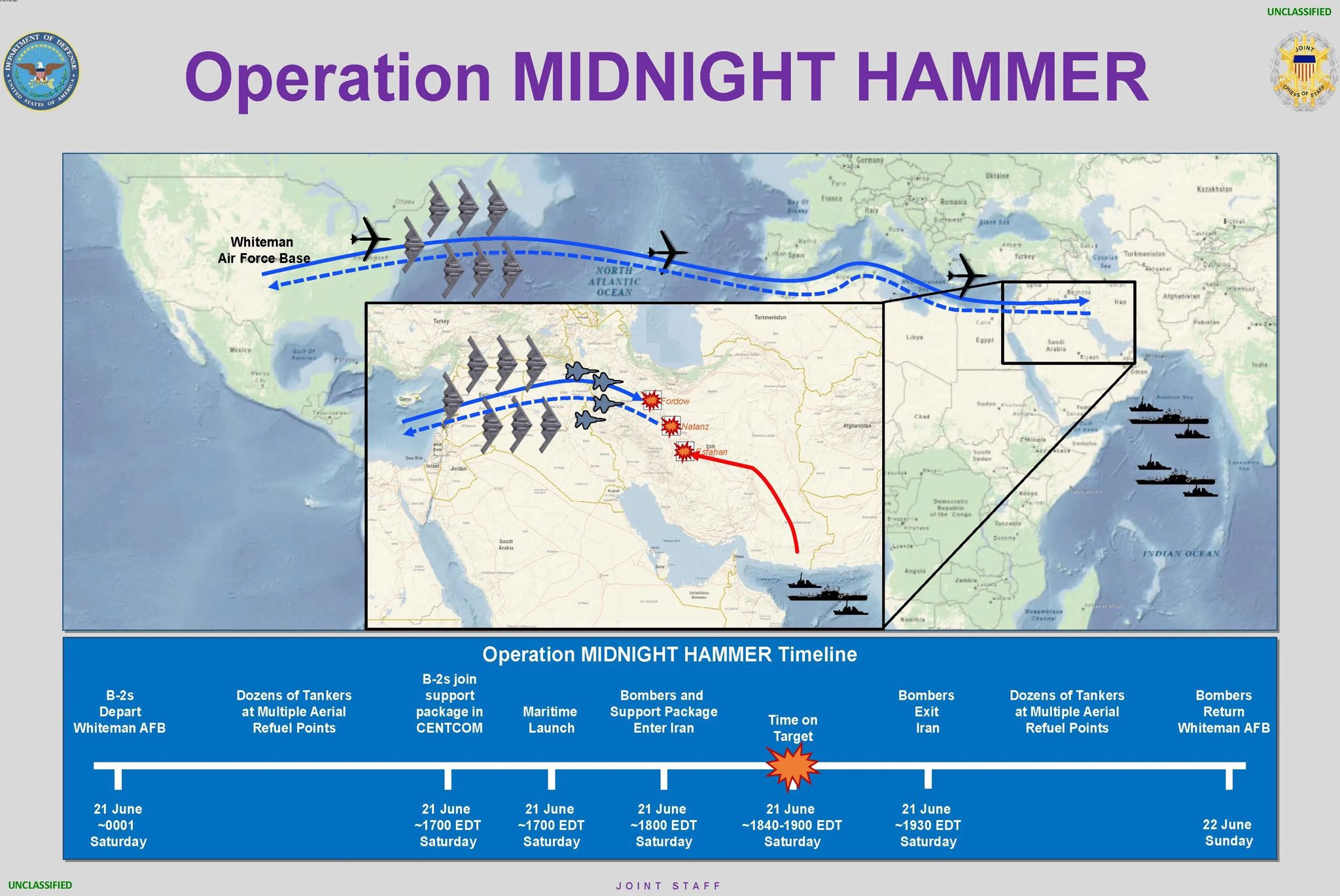
Kaart van Operatie Midnight Hammer

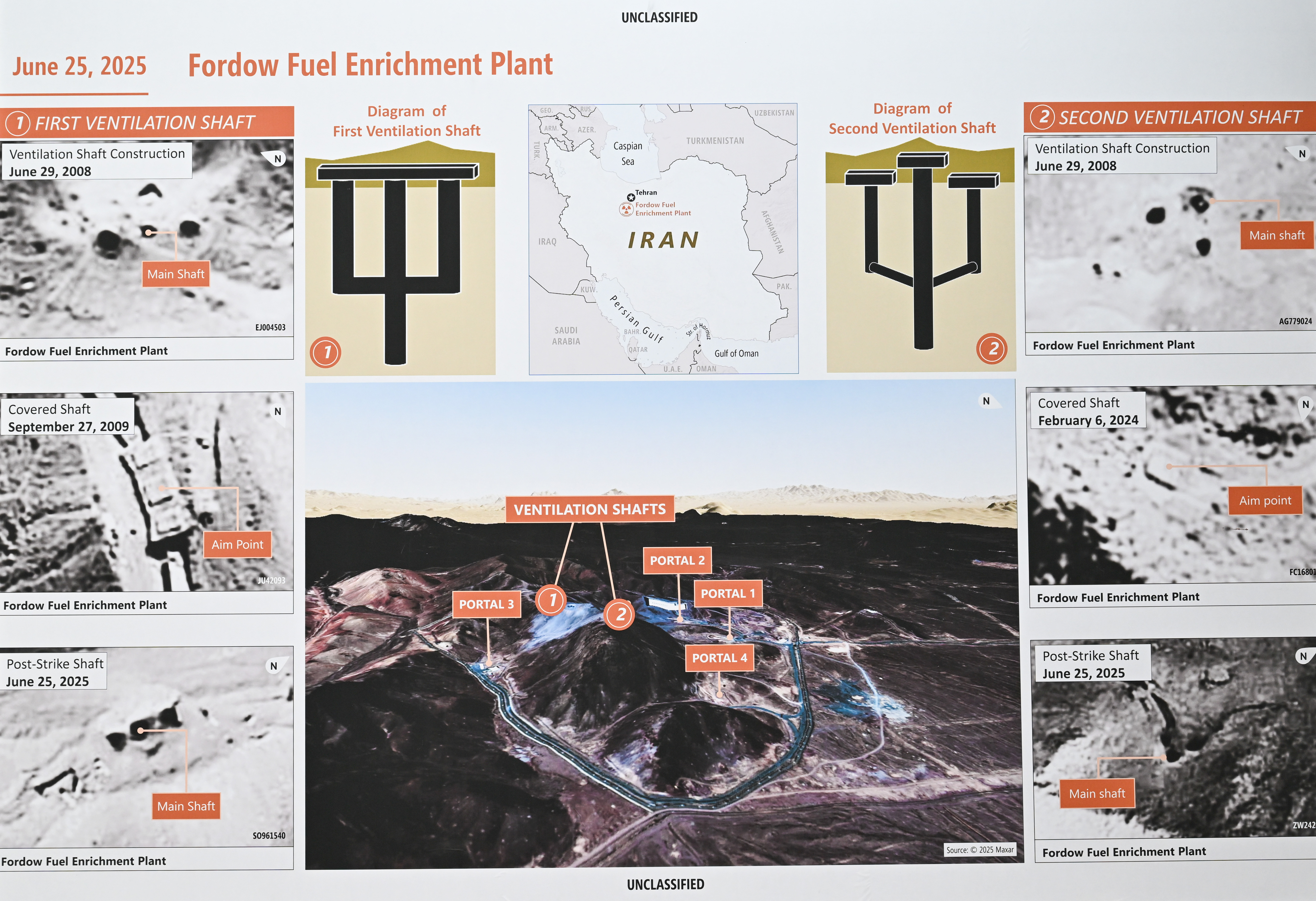
2025.

In een post op zijn socialemediaplatform Truth Social zei Amerikaans president Donald Trump in de nacht van zaterdag 21 op zondag 22 juni 2025 dat de Verenigde Staten deelnemen aan de oorlog van Israël tegen Iran. 'We hebben onze zeer succesvolle aanval op drie nucleaire sites in Iran voltooid', klinkt het. 'Alle vliegtuigen zijn nu buiten het Iraanse luchtruim.' Iran spreekt tegen dat het ondergrondse complex van Fordo volledig is verwoest. Er is twijfel ontstaan: de Massive Ordnance Penetrator zou maar 10 m diep in een rotsformatie doordringen.

## Naam
De oorspronkelijke naam "...van Fordo" is genoemd naar het dorp Fordo dat overigens niet in de buurt ligt. Fordo had het hoogste percentage gesneuvelde strijders in de Irak-Iranoorlog.